# 伊東信直
伊東 信直（いとう のぶなお）は、安土桃山時代から江戸時代初期にかけての武将。豊臣氏、後に徳川氏の家臣。諱は治時とも。

## 略歴
伊東祐時の子として生まれる。慶長の初め頃に家督を継いだ。
慶長3年（1598年）8月、秀吉の死に際して遺物信国の刀を受領。
慶長5年（1600年）の関ヶ原の戦いでは西軍に属したため戦後に減封されるが、改易は免れた。
慶長15年（1610年）1月、関東に出向いて年賀の使節を務めたが、間もなく徳川家康に仕えて1,500石を与えられた。
慶長年間末期に死去。家督は養子の治明が継いだが、元和2年（1616年）12月12日、別所友治と諍いを起こし横死したため、家名は断絶した。